# Пономарёвский сельсовет (Оренбургская область)
Пономарёвский сельсовет — сельское поселение в Пономарёвском районе Оренбургской области Российской Федерации.
Административный центр — село Пономарёвка.

## История
9 марта 2005 года в соответствии с законом Оренбургской области № 1909/346-III-ОЗ образовано сельское поселение Пономарёвский сельсовет, установлены границы муниципального образования.

## Население
| 2010  | 2012  | 2013  | 2014  | 2015  | 2016  | 2017  |
| ----- | ----- | ----- | ----- | ----- | ----- | ----- |
| 5227  | ↘5190 | ↘5176 | ↘5124 | ↗5130 | ↗5132 | ↗5157 |
| 2018  | 2019  | 2020  | 2021  |       |       |       |
| ↘5119 | ↘5051 | ↘5041 | ↘5009 |       |       |       |

## Состав сельского поселения
| № | Населённый пункт | Тип населённого пункта       | Население |
| - | ---------------- | ---------------------------- | --------- |
| 1 | Дмитриевка       | деревня                      | 27        |
| 2 | Пономарёвка      | село, административный центр | ↘5050     |